# Sona (börtön)
A Sona egy kitalált börtön A szökés c. tévésorozatban. A filmbeli börtön Panamában van.
Ide kerülnek a filmsorozat 3. évadában Michael Scofield és Alexander Mahone, előttük Brad Bellick, később pedig T-Bag (Theodore Bagwell).
A börtönt nem hivatalosan Lechero, a drogbáró vezeti. Ő különleges jogokat élvez a börtönön belül. Az összes rab neki engedelmeskedik, a szavát csak a börtönőrök írhatják fölül. A szállása nem egy elhanyagolt cella, mint a többi rabnak, hanem (ottani viszonylatokban) igazi luxusszálló, amiben szélesvásznú tévé van.  A börtönt a "3. évad Fox Riverjének" is lehet tekinteni, bár ez sokkal veszélyesebb és erőszakosabb az első évad színhelyéhez képest. A legkisebb szabályszegésért is halál a büntetés. 
A börtön őrei egy rablázadás után kikerültek az épületből, csak kívül elhelyezett őrtornyokból felügyelik az épületet. A rabok további lázadását a kívülről adagolt vízvezeték akadályozza meg, szükség esetén pedig az őrök behatolnak az épületbe és az első gyanús mozdulatra lőnek.
A sorozat egyik szereplője így beszélt a börtönről: „A Sona egyirányú utca, aki bemegy, sosem jön ki, csakis holtan.” Innen már nincs lejjebb. Ide csak az elvetemült gyilkosok, a legnagyobb maffiózók, és az elmebetegek kerülnek.
A Sonában tilos verekedni egymás között, csak élet-halál harc lehetséges. A kihívó fél egy csirkelábbal tudatosítja ezt a többi rabbal. Egy előre megbeszélt időpontban a börtön udvarán megmérkőzik egymással a két fél. A szabályokat Lechero írja, így néha megengedett a kés vagy más szúró-vágó eszköz használata, néha viszont csak puszta kézzel lehet. A verekedés addig tart, amíg az egyik fél meg nem hal. 
Gyakran mennek élelemszállítmányok a Sonába, de a vízellátás akadozik. Emellett a rabok gyakran éheznek, és a legalapvetőbb dolgokért is foggal-körömmel küzdenek. Ilyen például az élelem, a víz vagy a ruha. 

## Forgatási helyszín
A helyszín egyes hírek szerint Florida államban található (USA). Mások szerint Texasban van.